# Бакингем, Маркус
Маркус Бакингем (англ. Marcus Buckingham) — социолог, учёный, автор множества бестселлеров, консультант и бизнес-тренер. Долгое время работал в Институте Гэллапа, где разрабатывал тему акцента на сильные стороны личности. Впоследствии покинул Институт Гэллапа и основал собственную компанию The Marcus Buckingham Company.
Основная идея Бакингема заключается в том, что не стоит постоянно заниматься самокопанием и искать в себе недостатки чтобы потом их исправлять. Вместо этого нужно найти свои сильные стороны и пытаться именно на этом делать акцент и на работе и в личной жизни. Сильные стороны есть у всех и именно развивая их можно достичь подлинного успеха. Один из разработчиков системы оценки сильных сторон «StrengthsFinder».
Основная мысль Бакингема выражена в следующей цитате из книги «Сначала нарушьте все правила»

Люди почти не меняются.
Не теряйте времени, пытаясь вложить в них то,
что им не дано от природы.
Старайтесь выявить то, что в них заложено.
Все это достаточно трудно.